# El Pui (la Vansa i Fórnols)
El Pui és una muntanya de 1.581 metres que es troba al municipi de la Vansa i Fórnols, a la comarca de l'Alt Urgell.